# Gioco sporco
Gioco sporco (The Heist) è un film per la televisione statunitense del 1989 diretto da Stuart Orme.